# UFC 2009 Undisputed
UFC 2009 Undisputed is een MMA-vechtspel ontwikkeld door Yuke's en uitgegeven door THQ. In het spel vecht je met vechters uit de Ultimate Fighting Championship, afgekort UFC.

## Roster
De roster werd op 19 maart op Gamespot bekendgemaakt: